# Henrique Nascimento Rodrigues
Henrique Alberto Freitas do Nascimento Rodrigues GCC • ComB • GOM (Vila Luso, 3 de agosto de 1940 — Lisboa, 12 de abril de 2010) foi um jurista português.

## Biografia
Licenciado pela Faculdade de Direito da Universidade de Lisboa, em 1964, iniciou a sua carreira profissional como jurista do Fundo de Desenvolvimento da Mão-de-Obra. Em Agosto de 1974 foi dirigir o Gabinete de Trabalho da Confederação da Indústria Portuguesa. 
Militante do Partido Social-Democrata, foi eleito deputado à Assembleia da República, onde presidiu à Comissão Parlamentar do Trabalho, entre 1979 e 1980. Sob a chefia de Francisco Pinto Balsemão, foi exercer o cargo de Ministro do Trabalho, durante o ano de 1981. Em 1983 fez parte da "Troika" que liderou o PSD, junto com Carlos Alberto da Mota Pinto e Eurico de Melo, sendo substituídos depois por uma liderança única de Mota Pinto. Dirigiu o Gabinete de Cooperação com África do mesmo Ministério e representou Portugal na Fundação Europeia para a Melhoria das Condições de Vida e de Trabalho. 
Em 1992 foi eleito Presidente do Conselho Económico e Social, pela Assembleia da República, cargo que exerceu até 1996. 
Em 2000 foi eleito Provedor de Justiça, pela Assembleia da República, depois reeleito em 2004. Renunciou a essas funções no dia 3 de junho de 2009. Simultaneamente foi membro do Conselho de Estado, entre 2000 e 2009.
A 22 de Dezembro de 1973, foi feito Comendador da Ordem de Benemerência, tendo sido elevado a Grande-Oficial da Ordem do Mérito a 10 de Junho de 1994. A 10 de Junho de 2008, foi agraciado com a Grã-Cruz da Ordem Militar de Nosso Senhor Jesus Cristo.
Assinou o blogue O Ouvidor do Kimbo, entre fevereiro e abril de 2010.

## Funções governamentais exercidas
- VII Governo Constitucional
  - Ministro do Trabalho